# Dan Mazer
Dan Mazer, né le 4 octobre 1971 à Hillingdon, dans le borough londonien du même nom, en Angleterre, est un réalisateur, scénariste, producteur et comédien britannique.

## Filmographie partielle

### Comme réalisateur
- 1999 : Ali G's Christmas Message to the Nation (TV)
- 2003 : Da Ali G Show (série TV)
- 2006 : Dog Bites Man (série TV)
- 2013 : I Give It a Year
- 2014 : Love Is Relative (TV)
- 2015 : WTF America (TV)
- 2016 : Dirty Papy (Dirty Grandpa)
- 2021 : Maman, j'ai raté l'avion ! (ça recommence)

### Comme scénariste
- 1999 : Ali G's Christmas Message to the Nation (TV)
- 2000 : Da Ali G Show (série TV)
- 2002 : Ali G Indahouse
- 2003 : Da Ali G Show (série TV)
- 2006 : Dog Bites Man (série TV)
- 2006 : Borat : Leçons culturelles sur l'Amérique au profit glorieuse nation Kazakhstan
- 2009 : Brüno
- 2013 : Mariage à l'anglaise (I Give It a Year)
- 2014 : Love Is Relative (TV)
- 2016 : Bridget Jones Baby (Bridget Jones's Baby)
- 2016 : Joyeux Bordel ! (Office Christmas Party)
- 2025 : Bridget Jones : Folle de lui (Bridget Jones: Mad About the Boy) de Michael Morris